# Camada F1

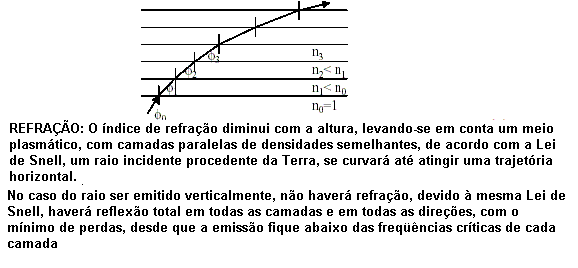
Refração/reflexão ionosférica

A camada F1 está acima da camada E e abaixo da camada F2 ~100-140 até ~200 Km. Existe durante os horários diurnos, acompanhando o comportamento da camada E, podendo esporadicamente estar presente à noite. Serve de refletora em determinadas freqüências, esta varia conforme a espessura que adquire ao receber energia solar. Normalmente a radiofrequência incidente que atravessa a camada E, atravessa a F1, ao fazê-lo refrata, (podendo refletir também), alterando o ângulo de incidência na camada F2, refletindo nesta.
Algumas comunicações de rádio se dão de forma interessante quando ocorre a reflexão parcial na camada F1 e total na camada F2, muitas vezes ocorre o fenômeno da comunicação unidirecional.

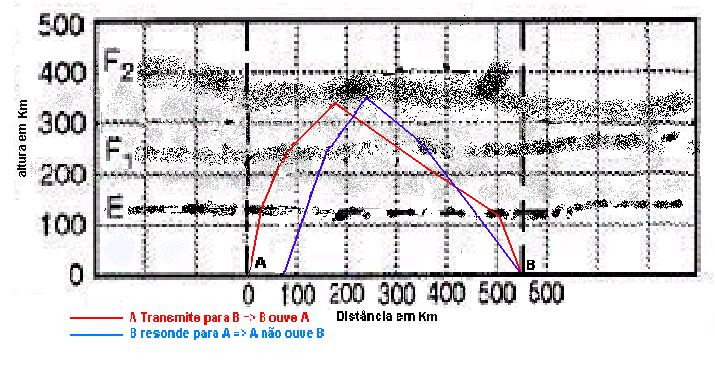
Refração/reflexão ionosférica

A comunicação unidirecional, é definida quando uma determinada estação transceptora ouve outra, mas não consegue ser ouvida. Isto ocorre porque a camada F1 reflete, refrata ou deixa passar os sinais de rádio de uma direção A para uma direção B, mas absorve, ou refrata, ou ainda reflete o sinal quando provém da direção B para a direção A. (B ouve A mas A não ouve B).
Este fenômeno pode se manifestar em qualquer camada, porém, pelo fato da camada F1 estar situada numa altitude menor que a camada F2, esta pode ter uma estabilidade iônica menor. Por este motivo, para a radiodifusão, em distâncias médias, deve-se dar preferência à camada F2, sendo a F1 apenas utilizada secundariamente. As freqüências críticas, tanto de F1, quanto de F2 são utilizadas de acordo com a necessidade do projetista, estas são variáveis, tendo porém um limite máximo chamado de MUF. No caso da F1, define-se como MUF-f1.
A MUF define-se como a freqüência crítica  de utilização, portanto, ao definir a freqüência de transmissão de sinais, deve o projetista utilizar freqüências inferiores à crítica. Isto deve ser feito para que haja uma reflexão dentro de parâmetros seguros e fora da zona proibida, propiciando assim uma probabilidade maior de RF propagada na zona de cobertura.